# Jezioro Małszewskie
Jezioro Małszewskie – jezioro w Polsce położone w województwie warmińsko-mazurskim, w powiecie szczycieńskim, w gminie Jedwabno. Nad jeziorem położone są wsie Małszewo oraz Burdąg.

## Dane
- Powierzchnia – 202,2 ha
- Głębokość maksymalna – 16,9 m
- Głębokość średnia – 6,3 m
- Długość linii brzegowej – 7950 m (maksymalna długość jeziora – 3260 m, szerokość – 1060 m)
- Typ – sandaczowe
- Jezioro otwarte:
  - wpływa niewielka struga z jeziora Burdąg (w części południowej)
  - dwie strugi, wpadające w części zachodniej, w miejscowości Małszewo, nad większą ulokowany jest młyn wodny
  - w części wschodniej wpada niewielka struga, naprzeciw wsi Małszewo.

## Opis
Jezioro wydłużone z północy na południe. Brzegi są łagodnie wzniesione, północny i południowo-wschodni płaskie. Otoczenie stanowią pola, łąki, miejscami zabudowania letniskowe, na północy las. W środkowej części zachodniego brzegu leży wieś Małszewo, u południowego krańca jest Burdąg.
Dwa głęboczki zlokalizowane w północnej części jeziora obok siebie – 17 m i 16 m. Roślinność zanurzona występuje w płytszych strefach, w południowej części jeziora (ramienica, moczarka). Roślinność wynurzona słabo rozwinięta (pałka szerokolistna, trzcina, skrzypy). Liczne pomosty wędkarskie. Jezioro sandaczowe, jednak bardzo ubogie w ryby. Gospodarka rybna (łowienie sieciami) jak i kłusownicy spowodowali, że ryb jest niewiele.
Równolegle biegnie droga powiatowa nr 1633N, która łączy Pasym i Jedwabno. Dojazd ze Szczytna drogą krajową nr 58 do Jedwabna i dalej na północ do Burdąga. Potem albo dalej tą drogą równolegle do wschodnich brzegów, lub w lewo do Małszewa, równolegle do wschodnich brzegów.